# لورينت بونارت
لورينت بونارت (بالفرنسية: Laurent Bonnart)‏ (مواليد 25 ديسمبر 1979 في شامبري لي تورز - فرنسا) لاعب كرة قدم فرنسي يلعب حاليا لصالح نادي الدرجة الأولى مرسيليا الفرنسي منذ 2007 في مركز الظهير الأيمن كما يجيد اللعب في مركز الظهير الأيسر .

## روابط خارجية
- لورينت بونارت على موقع رابطة كرة القدم الفرنسية للمحترفين (الإنجليزية)
- لورينت بونارت على موقع قاعدة بيانات كرة القدم.إي يو (الإنجليزية)
- لورينت بونارت على موقع Soccerway.com (الإنجليزية)
- لورينت بونارت على موقع عالم كرة القدم.نت (الإنجليزية)
- لورينت بونارت على موقع كووورة
- لورينت بونارت على موقع AS.com (الإسبانية)